# Springfield Model 1865
O Springfield Model 1865 foi um rifle de carregamento por retrocarga fabricado pela U.S. Armory em Springfield, Massachusetts e usado pelo Exército dos Estados Unidos durante as Guerras Indígenas. O Model 1865 foi uma modificação do mosquete estriado Springfield Model 1861. Posteriormente, foi substituído pelo Model 1866, todos eles comumente chamados de "Springfield", devido ao local de produção.

## Visão geral
Durante a Guerra Civil Americana, a vantagem dos rifles por retrocarga tornou-se óbvia. Os mosquetes estriados usados durante a guerra, tinham uma cadência de 2 ou 3 tiros por minuto. Os rifles por retrocarga aumentaram a taxa de tiro para 8 a 10 tiros por minuto com a vantagem adicional de que podem ser facilmente recarregados de uma posição deitada, em vez de em pé, reduzindo a seção transversal visível do atirador e, portanto, a vulnerabilidade ao fogo inimigo. Conforme a Guerra Civil se aproximava do fim, o "U.S. Ordnance Department" solicitou protótipos de armas de carregamento por culatra (retrocarga) de fabricantes de armas em todo o mundo.

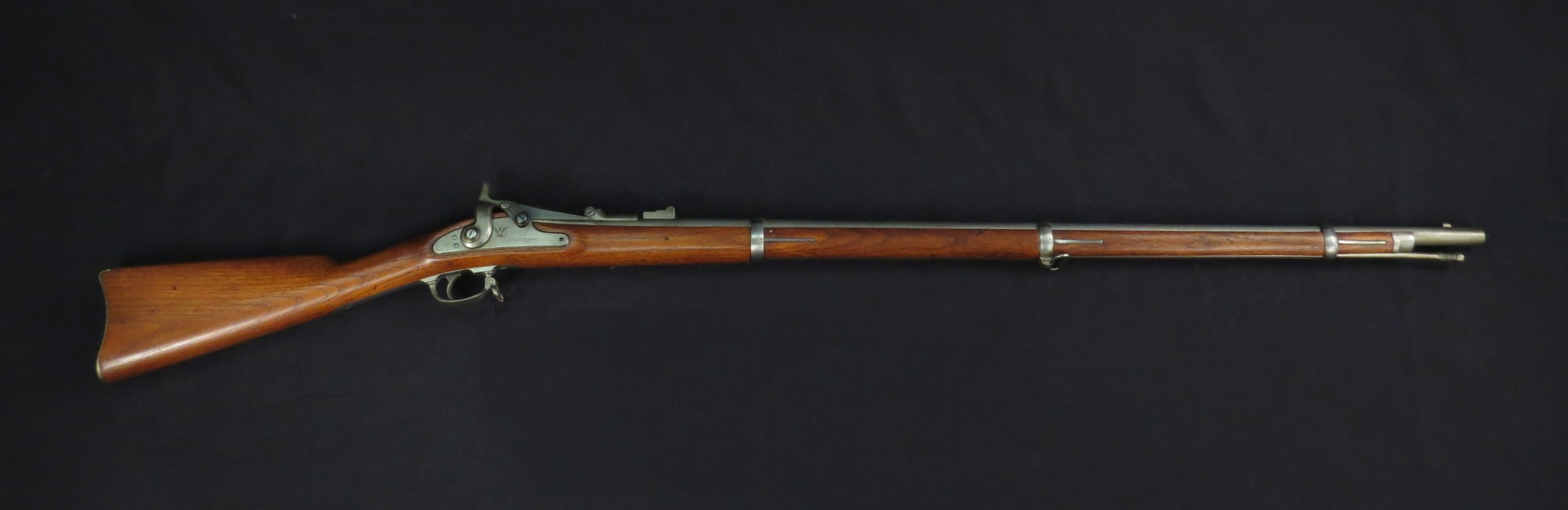
O Springfield Model 1865.

Após testes consideráveis, o protótipo desenvolvido por Erskine S. Allin do Springfield Armory operado pelo governo foi escolhido por sua simplicidade e pelo fato de que poderia ser produzido pela modificação dos mosquetes Springfield Model 1863 já existentes a baixo custo. Essas modificações custavam cerca de US $ 5 por rifle (cerca de US $ 73 ajustados pela inflação), o que foi uma economia significativa em uma época em que os novos rifles custavam cerca de US $ 20 cada (cerca de US $ 292 ajustados pela inflação). A patente No. 49.959 com a descrição do projeto, foi concedida a Erskine S. Allin em 19 de setembro de 1865.

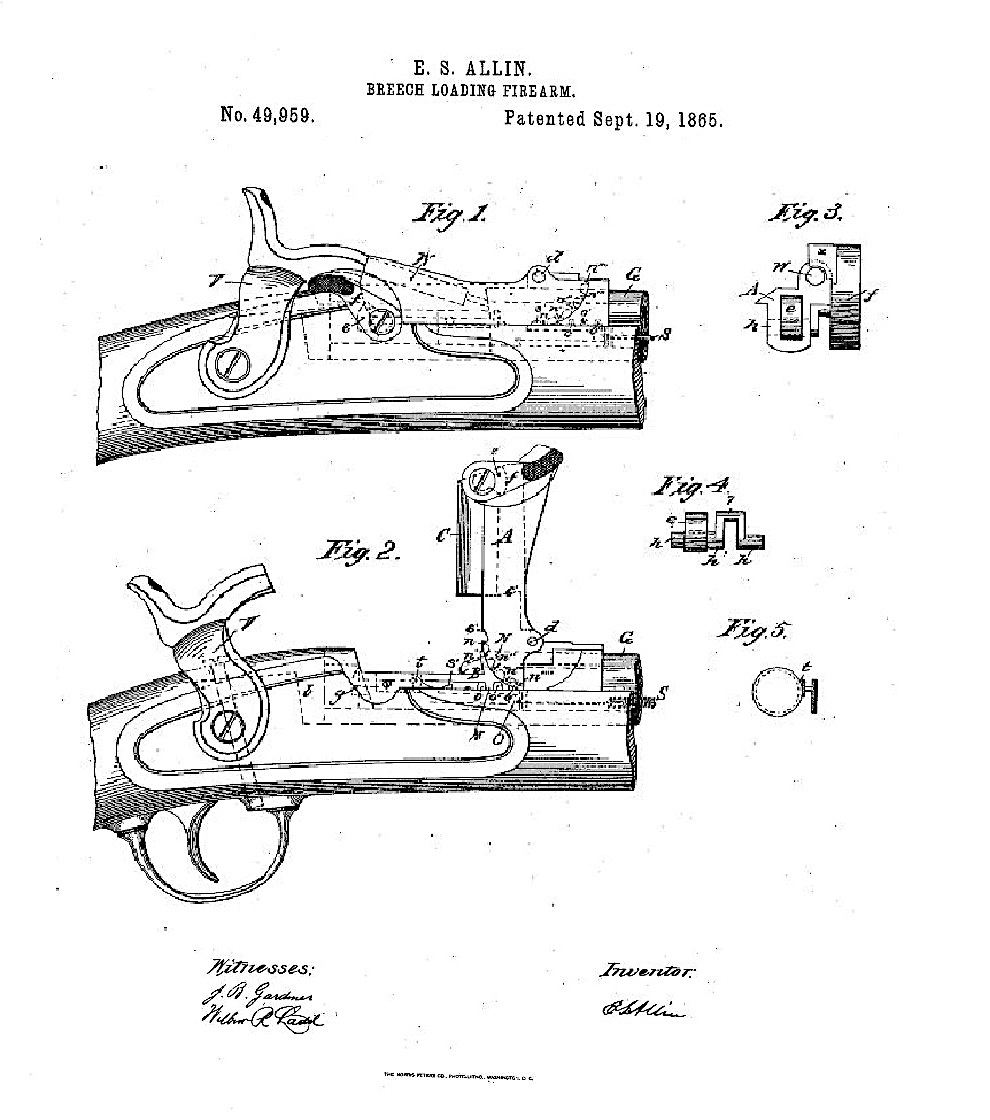
Os desenhos originais da patente de Erskine S. Allin.

## Características
A conversão de mosquete em rifle de retrocarga era feita por fresagem; era aberta uma seção da culatra do cano e inserido um bloco de culatra articulado preso na parte superior do cano. Uma trava operada pelo polegar na parte traseira do bloco da culatra mantinha-o fechado quando pronto para o disparo. O sistema de extração do cartucho do tipo tipo "rack" era acionado automaticamente quando o bloco da culatra era aberto e puxado de volta no final de seu golpe. O pino de disparo estava alojado dentro do bloco da culatra. A "cabeça" do cão foi achatada para acomodar o pino de disparo.

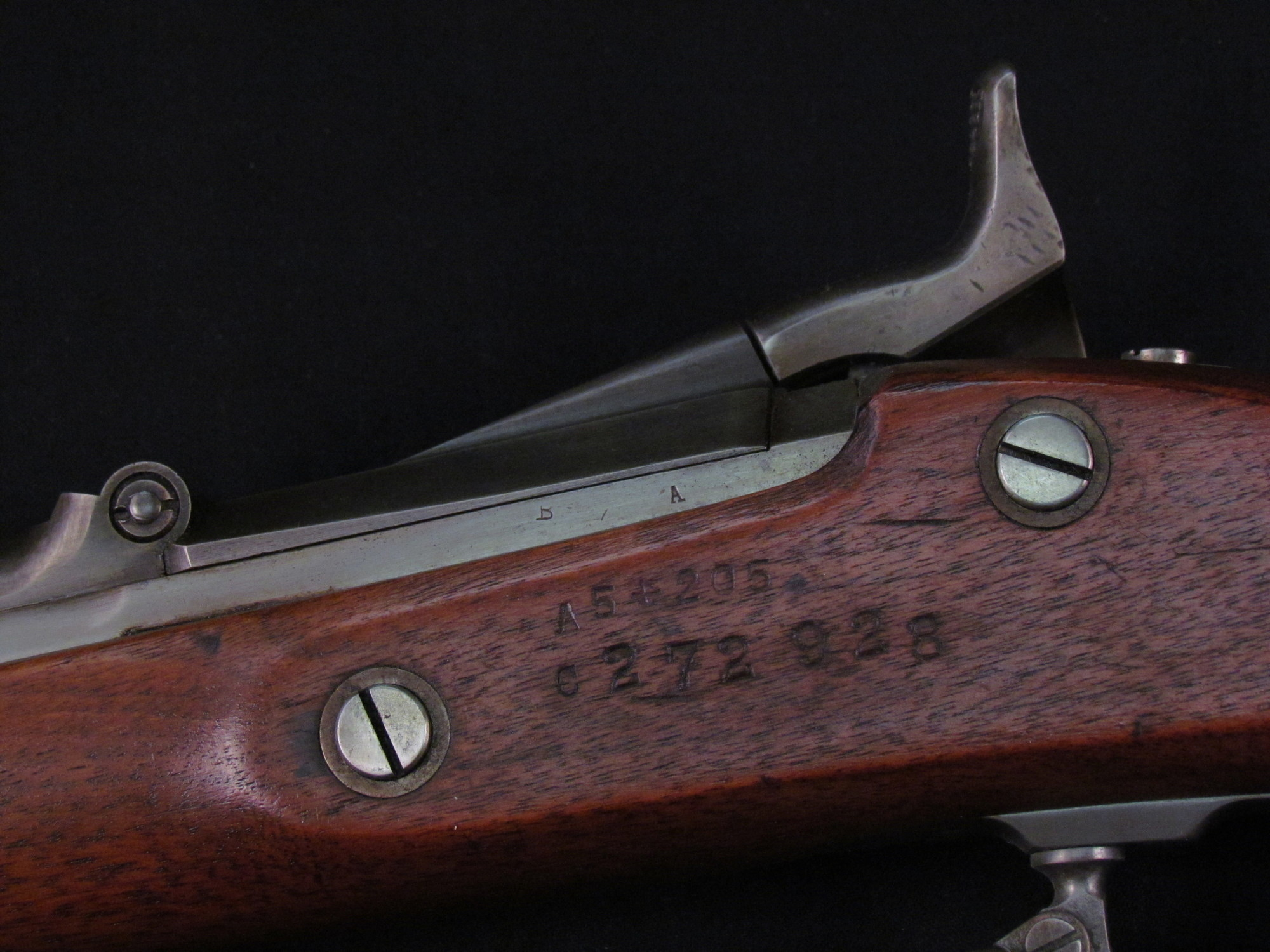
O cão do Springfield Model 1865 com sua característica "cabeça" chata.

O mecanismo de retrocarga empregava um bloco de culatra articulado com dobradiças que girava para cima e para a frente, semelhante ao movimento de um alçapão ("trapdoor"), para abrir a culatra do rifle e permitir a inserção de um cartucho. O bloco articulado da culatra fez com que esses rifles fossem chamados genericamente de "Trapdoor Springfields".

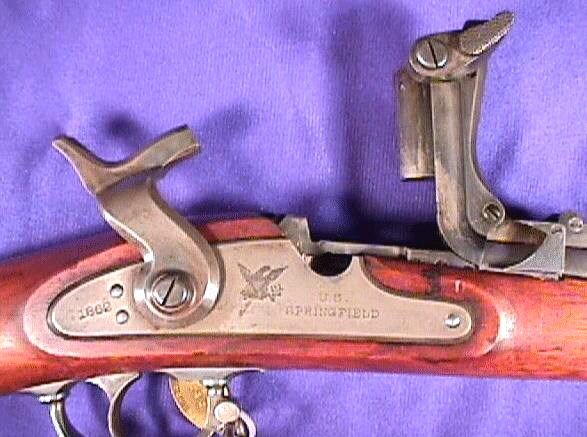
O sistema "trapdoor" implementado num rifle Springfield.

Aproximadamente 5.000 mosquetes estriados "Model 1861" da Guerra Civil foram convertidos no Springfield Armory em 1866. Logo ficou claro que muitas das pequenas peças de trabalho no sistema de culatra não teriam uma vida útil longa e a ação era complicada demais para o uso normal em serviço. Portanto, antes que a ordem de produção do Model 1865 fosse concluída, um rifle menos complexo já estava sendo testado. Isso fez com que o Modelo 1865 fosse chamado de "Primeiro Allin", e o modelo revisado seguinte, o Springfield Model 1866, fosse chamado de "Segundo Allin".
O Model 1865 disparava um cartucho de fogo entral .58-60-500 (bala de 0,58 polegadas e 500 grãos (32 g), com carga de 60 grãos (3,9 g) de pólvora negra), calibre idêntico ao da "Minié ball" da Guerra Civil, que foi originalmente usada nestes rifles.
O Model 1865 se tornou obsoleto rapidamente, e a maioria deles foi vendida na década de 1870 para vários negociantes de armas americanos. Na época, havia uma grande demanda nos Estados Unidos por rifles mais curtos do tipo "cadet rifle". Para satisfazer essa necessidade, esses negociantes cortavam os canos e as coronhas para fazer rifles curtos com comprimentos de cano de 33" e 36". Da mesma forma, os "guarda-mão" costumavam ser afilados para uso de cadetes.